# 栃木県道338号芳賀茂木線
栃木県道338号芳賀茂木線（とちぎけんどう338ごう はがもてぎせん）は、栃木県芳賀郡芳賀町から芳賀郡茂木町までを結ぶ一般県道である。

## 概要

### 路線データ
- 総延長：22.164km[1]
- 実延長：19.244km[1]
- 起点：栃木県芳賀郡芳賀町大字祖母井（栃木県道69号宇都宮茂木線交点）
- 終点：栃木県芳賀郡茂木町大字山内（新那珂川橋東交差点＝国道123号交点）
- 認定：1996年（平成8年）4月1日

## 歴史

### 年表
- 1996年（平成8年）4月1日 - 一般県道として認定。
- 2014年（平成26年）10月17日 - 芳賀町内の県道路線再編に伴い起点が宇都宮茂木線旧道交点から宇都宮茂木線芳賀市貝バイパス交点に変更され[2]、短縮された区間が塙芳賀線に指定替えされる[3]。

## 路線状況

### 交通量
24時間自動車類交通量（台/日）
- 祖母井-市貝町・茂木町境間：839（推定値）
- 市貝町大字田野辺587-2：918
- 茂木町千本-茂木町牧野間：781（推定値）
- 茂木町小深-茂木町山内間：839（推定値）

### 重複区間
- 栃木県道163号黒田市塙真岡線（市貝町文谷）
- 国道294号（茂木町千本）
- 栃木県道27号那須黒羽茂木線（茂木町牧野）
- 栃木県道231号山内牧野線（茂木町牧野-小深間）

## 地理

### 通過する自治体
- 栃木県
  - 芳賀郡芳賀町 - 芳賀郡市貝町 - 芳賀郡茂木町

### 交差する道路
| 交差する道路                             | 交差する道路                             | 交差点名 | 交差点名           |
| ---------------------------------------- | ---------------------------------------- | -------- | ------------------ |
| 栃木県道255号塙芳賀線                    |                                          |          |                    |
| 栃木県道69号宇都宮茂木線芳賀市貝バイパス | 栃木県道69号宇都宮茂木線芳賀市貝バイパス | 芳賀町   | （大字祖母井地内） |
|                                          | -（屈折）                                | 芳賀町   | 南郷               |
| -（屈折）                                | 栃木県道163号黒田市塙真岡線              | 市貝町   | 文谷               |
| 栃木県道163号黒田市塙真岡線              | -（屈折）                                | 市貝町   | （大字文谷地内）   |
| 国道294号                                | -（屈折）                                | 茂木町   | （大字千本地内）   |
| -（屈折）                                | 国道294号                                | 茂木町   | 千本               |
| 栃木県道27号那須黒羽茂木線               | -                                        | 茂木町   | （大字牧野地内）   |
| -                                        | 栃木県道27号那須黒羽茂木線               | 茂木町   | （大字牧野地内）   |
| 栃木県道231号山内牧野線                  | -                                        | 茂木町   | （大字小深地内）   |
| 栃木県道171号山内上境線                  | -                                        | 茂木町   | （大字山内地内）   |
| 国道123号                                | 国道123号                                | 茂木町   | 新那珂川橋東       |